# 레드 스페셜

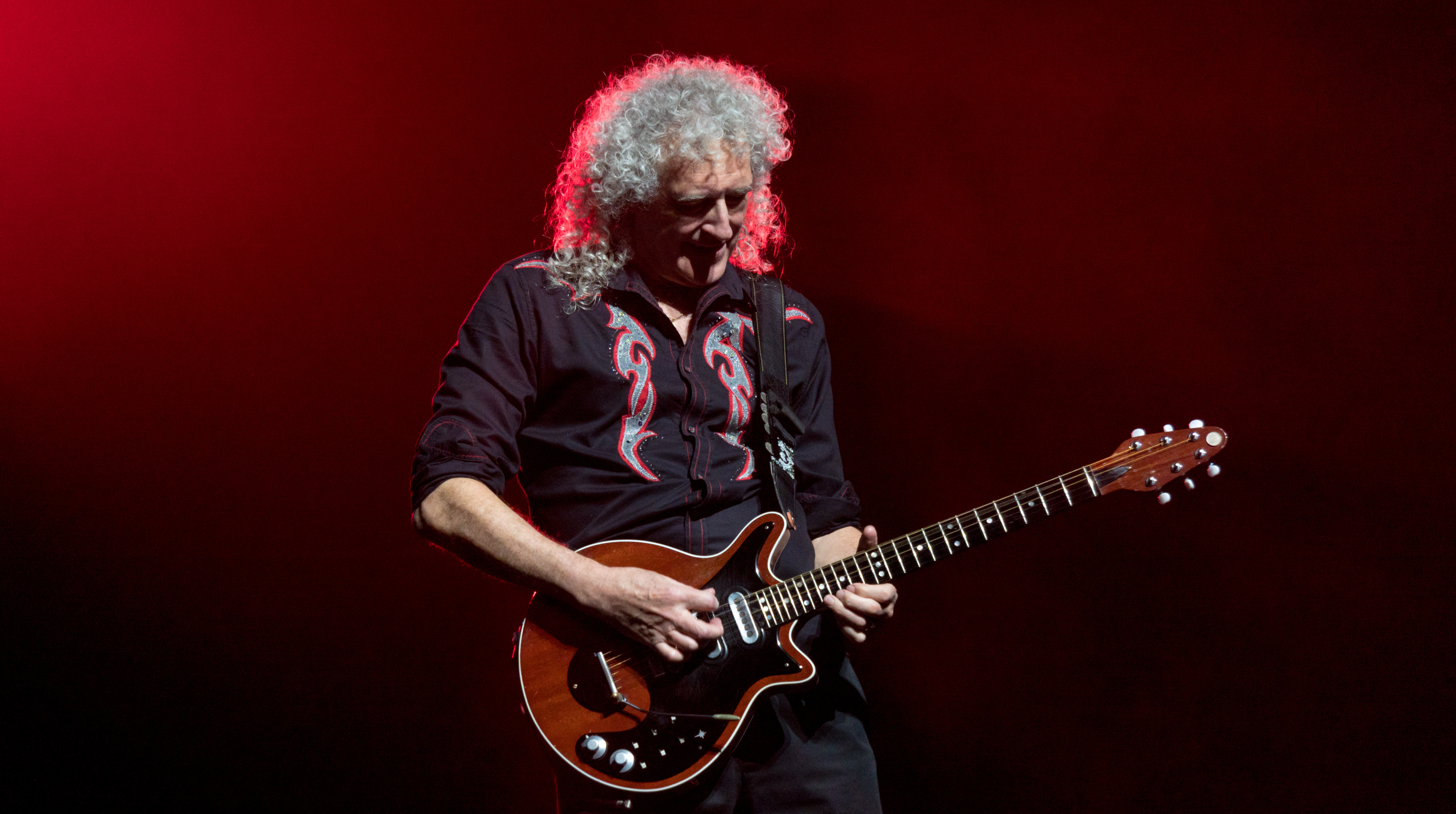

레드 스페셜(Red Special)은 영국 록 밴드 퀸의 기타리스트 브라이언 메이의 자작 기타이다. 브라이언 메이는 이 기타를 종종 Fireplace나 Old Lady라고 언급하기도 하였다. 1963년 학창시절 전기 기타를 살 돈이 없어 아버지인 해럴드 메이와 함께 18개월 동안 만든 수제 기타로, 바디는 100년 된 벽난로의 마호가니 목재를 사용했고, 트레몰로 암은 자전거 스프링과 칼날 등의 재료를 사용했다. 그래서 연주할 때에는 다른 기타와 다른 독특한 음색이 나온다. 피크대신 6펜스 동전을 사용한다. 만들어진 지 50년이 지난 지금도 레코딩이나 공연에서 항상 메인 기타로 애용되고 있다.
레드 스페셜 이란 이름은 적갈색으로 칠해진 기타의 색에서 유래 되었고 Fireplace 란 별명은 이 기타의 넥이 오래된 벽난로의 목재를 이용해서 만든 것에서 유래 되었다.

## 제작
대다수 뮤지션들의 메인 악기와는 다르게 레드 스페셜은 브라이언 메이와 그의 아버지에 의해 손수 만들어졌다. 1963년 8월부터 제작을 시작했는데, 기타의 대부분 목재는 18세기에 만들어진 마호가니 벽난로로부터 얻어진 것들이다. 브라이언 메이는 자신이 원하는 넥의 모양을 얻기 위해 나무를 손으로 직접 깎았는데 그에 의하면 넥에 2개의 벌레 먹은 구멍이 있었다고 한다. 지판은 오크목 재질이며 프렛의 개수는 24개이다.(제로프렛까지 25프렛). 바디의 재질은 오크와 마호가니로 이루어졌으며 오크 재질 센터 블록에 마호가니 측재를 붙인 후, 앞뒤로 마호가니 판을 붙여 솔리드 바디 형태를 가진 세미 할로우 바디 기타가 되었다. 선반 모서리 장식을 벗겨내 바디 바인딩 장식 용도로 사용하였다. 그리고 3개의 픽업과 수제 브릿지 트레몰로 시스템을 장착하였다. 브라이언 메이는 원래 픽업도 직접 만들어 장착하려 했지만, 그 소리를 마음에 들지 않았기에 Burns사의 Tri-Sonic 픽업을 구입한 후, 스피커 하울링 현상을 줄이기 위하여 극성을 반대로 바꾸고 코일을 반대방향으로 감는 등의 개조를 하여 장착하였다.
브라이언 메이는 마음에 드는 톤을 찾아내기 위해 오랜 기간동안 픽업 배선 테스트를 하였고 그 결과 레드 스페셜에는 기존의 전기 기타들에서는 볼 수 없는 아주 다른 독특한 픽업 배선이 적용되었다. 기존 전기 기타는 두 픽업 조합시 서로의 극성을 반대로 하여 노이즈를 줄이는 험버킹 즉 In-Phase 방식을 이용하는데 반해, 픽업의 극성을 바꿀 수 있는 페이즈 전환 스위치를 적용하여 기존 악기들로는 낼 수 없는 Out-Of-Phase 사운드가 가능하도록 하였다. 이를 통해 하모닉스가 강조된 매우 독특한 톤을 얻을 수가 있었는데, Bohemian Rhapsody의 기타솔로에 바로 이 톤이 이용되었다. 또한 픽업 On-Off 스위치를 통해 세 개의 픽업들을 각각 On-Off 할 수도 있어 이들의 조합을 통해 무궁무진한 톤을 만들어 낼 수 있다.
트레몰로 시스템은 오래된 철제 칼날과 모터바이크 엔진의 밸브 스프링 2개를 이용하여 제작하였고, 트레몰로 암 사용으로 인한 튜닝의 틀어짐을 줄이기 위해 롤러브릿지도 직접 제작하여 적용하였다. 같은 이유로 제로 프렛을 적용하기도 하였다.
브라이언 메이는 원래 Vox사의 디스토션 이펙터를 본딴 디스토션 회로를 내장시켰고 스위치는 페이즈 스위치 앞부분에 위치 시켰지만 디스토션 회로를 이용하는 것보다는 Vox AC30앰프의 자연스러운 오버드라이빙이 더 나은 사운드를 만들어내는 것을 발견하고 나서, 해당 회로는 제거되었고 스위치 구멍은 절연 테이프로 막아놓았다. 복원 수리 후인 90년대 말 이후에는 별모양 장식으로 막고 있다.

## 레플리카
레드 스페셜의 첫번째 공식 레플리카는 영국 기타 제작자인 John Birch가 만든 것이고 이는 브라이언 메이에 의해 파손되기 전까지 백업 악기로 사용되었다. Birch 모델은 We Will Rock You 및 Spread Your Wings 뮤직비디오 촬영에 사용되기도 하였다. 이 기타는 메이플 재질이고 내추럴 피니시라는 점이 오리지널 레드스페셜과 다르다. 파손되고 난 후 브라이언 메이는 미국 기타 제작자 John Page에 수리 의뢰를 맡겼지만, 20년 후 수리되지 못한채 다시 되받았다. 브라이언은 다시 영국 기타 제작자인 Andrew Guyton을 통해 수리를 하였고 현재는 브라이언이 소유하고 있다.
레드 스페셜의 또다른 공식 레플리카들은 Guild사 및 Burns사에 의해 80년대 및 90년대에 하이엔드 및 저가형 모델로 제작 되었다.
길드사는 1983년부터 85년 그리고 1993년부터 95년 사이에 레플리카 모델들을 제작, 생산하였고 번스사는 2001년 이후 레플리카 모델을 제작, 생산하였으나 현재는 두 회사 모두 제작하지 않고 있다. 번스 모델의 경우에는 제작 과정에 브라이언이 직접 참여하기도 하였으며 2001년에 Guitarist Magazine에서 최고의 전기기타로 뽑히기도 하였다. 현재 공식적으로 레드스페셜 레플리카를 제작 및 생산하고 판매하는 회사는 Brian May Guitars (http://www.brianmayguitars.co.uk)이며%5B깨진+링크(과거+내용+찾기)%5D 여기서 제작되는 기타는 번스 모델과 외양 및 스펙 면에서 거의 동일하다.
일본의 커스텀 기타 제작회사인 KZ GuitarWorks에서는 2008년에 정식으로 허가를 받은 레플리카 모델인 Brian May Super 모델을 제작 생산하기도 하였는데 그 품질은 오리지널 못지 않다고 한다. 현재는 생산을 하지 않는다.(비공식적으로 이메일을 보내면 구매할수도 있다). Dillon사는 비공식 저가 레플리카 모델을 만들었는데 형태는 Burns사 모델과 유사하다. 미국의 커스텀 업체인 RS Guitars는 하이엔드 급의 레플리카 모델을 만들었으나 2011년 회사 대표인 Steve Turpin가 브라이언 메이를 만난 후에 더 이상 만들고 있지 않다. 오스트레일리아의 기타 제작자 Greg Fryer는 1996년과 1997년에 브라이언 메이의 허가 하에 3대의 레드스페셜 레플리카 모델을 만들었다. 또한 브라이언 메이는 그로 하여금 오리지널 레드 스페셜의 x-ray 촬영을 하여 기타 내부 구조 정보를 얻고 이를 바탕으로 CAD/CAM 복원을 하도록 하였다. Fryer는 3대의 레플리카모델에 각각 John, Paul, George Burns라고 이름을 붙였는데 이는 비틀즈의 두 멤버 이름과 미국 유명 코미디언의 이름을 딴 것이다. 3대의 기타 중에서 John과 George Burns는 브라이언 소유가 되었고 Paul은 Fryer자신이 소유하였다. John과 Paul이 오리지널 레드스페셜과 동일하게 제작된 반면 George Burns는 보다 강한 톤을 위해 뉴기니산 로즈우드 지판이 적용되었다. John은 브라이언의 메인 백업기타로 스탠다드 튜닝으로 사용되고 있다. 그리고 George Burns는 라이브 공연때 드롭 D튜닝 세팅을 하여 Fat bottomed girls와 Another one bites the dust를 연주할 때 사용하고 있다. 2004년에 영국의 기타 제작자인 Andrew Guyton은 레드 스페셜 기타의 제작 40주년을 축하하는 의미로 50대의 레플리카 모델을 만들었다. (이중 10대는 초록색) 브라이언은 Guyton이 만든 스캘럽 지판이 적용된 레플리카 모델을 받아 소유하고 있다. Guyton은 파손되었던 John Birch 레플리카 모델을 수리하기도 하였다.